# 基普芬贝格
基普芬贝格是德国巴伐利亚州的一个市镇。总面积81.43平方公里，总人口5678人，其中男性2856人，女性2822人（2011年12月31日），人口密度70人/平方公里。